# Dorothea Norling
Saga Dorothea Malin Norling, född 7 februari 1999 i Engelbrekts församling i Stockholm, är en svensk röstskådespelare som ger svenska röster till filmer och serier.
Hon är dotter till skådespelarna Figge Norling och Tova Magnusson.

## Filmografi (i urval)
- Pyjamasklubben (TV-serie)

- Skräckhistorier
- Bästa vänner när som helst
- 2009 – Prinsessan och grodan
- 2010–2012 – Magi på Waverly Place (TV-serie)
- 2011 – Chihuahuan från Beverly Hills 2
- 2012 – Röjar-Ralf
- 2012 – Chihuahuan från Beverly Hills 3 – Viva la fiesta!
- 2014–2015 – Pokémon (TV-serie) (Serena)
- 2014–2017 – Här är ditt liv, Riley (TV-serie) (Riley)
- 2015 – Descendants (Jane)
- 2016–2018 – Soy Luna (TV-serie)
- 2016–2020 – Huset fullt – igen (TV-serie) (Ramona Gibbler)
- 2017 – Descendants 2 (Jane)
- 2017 – Spider-Man (TV-serie)
- 2018 – Star Wars: Motståndsrörelsen (TV-serie)
- 2018 – Pettson och Findus – Findus flyttar hemifrån
- 2019 – Descendants 3 (Jane)
- 2020 – Eurovision Song Contest: The Story of Fire Saga
- 2020–2023 – Ugglehuset (TV-serie) (Luz)